# Mia Goth
Mia Gypsy Mello da Silva Goth (Londres, 25 de outubro de 1993) é uma atriz, produtora e roteirista britânica de ascendência brasileira, canadense e judaica-estadunidense. Após ter trabalhado um breve período como modelo na adolescência, Goth fez sua estreia no cinema em Nymphomaniac (2013). Posteriormente, passou a ter papéis coadjuvantes nos filmes de terror The Survivalist (2015), High Life (2018) e Suspiria (2018) e na comédia romântica Emma (2020).
Goth ganhou maior reconhecimento por estrelar os filmes da franquia de slasher X: X, Pearl (ambos em 2022) e MaXXXine (2024), o último dos quais ela também coescreveu. Sua interpretação em ambos recebeu elogios da crítica e foi indicada a diversos prêmios, incluindo ao Independent Spirit 2023 de melhor atriz. Seu trabalho seguinte foi em Infinity Pool (2023). Seus papéis em vários filmes do gênero terror estabeleceu-a como uma rainha do grito.

## Biografia
Mia Gypsy Mello da Silva Goth nasceu em 25 de outubro de 1993 em Southwark, Londres. Filha de mãe brasileira e pai canadense originário da Nova Escócia. Mudou-se para o Brasil em sua infância, onde foi criada por sua mãe. Sua avó materna é a atriz brasileira Maria Gladys e seu avô materno é o artista judeu-americano Lee Jaffe.
Mia Goth mudou-se para o Brasil com poucas semanas de nascida, porque sua mãe, que tinha 20 anos na época, precisava da ajuda de sua família para criá-la. Eles voltaram para o Reino Unido quando ela tinha cinco anos e se mudaram brevemente para o Canadá, país natal de seu pai quando ela tinha dez anos. Lá, ela frequentou nove escolas em um único ano letivo; Goth disse que o período em que eles tentaram morar com o pai foi muito difícil. Quando ela tinha doze anos, ela e sua mãe se estabeleceram no sudeste de Londres, onde frequentou a Sydenham School. A mãe de Goth a criou em uma família monoparental, trabalhando como garçonete para sustentá-las.

## Carreira

### 2012–2021: Modelagem e atuação inicial
Quando Goth tinha 14 anos, ela foi descoberta no Underage Festival em Londres pela fotógrafa de moda Gemma Booth, que a contratou para a Storm Model Management. Posteriormente, ela apareceu em campanhas publicitárias para Miu Miu e Prada, bem como nas revistas Vogue, W, Dazed, Interview, AnOther, British Vogue e Pirelli. Goth fez sua estreia na passarela em 2023, abrindo o Miu Miu F/W 23 Show.
Goth começou a fazer audições para filmes aos 16 anos e em 2013 e, após terminar o sexto ano, fez sua estreia, interpretando o papel de P no filme erótico-dramático Ninfomaníaca (2013) de Lars von Trier, junto com Charlotte Gainsbourg e Willem Dafoe no segmento "The Gun". Goth interpretou Sophie Campbell em um episódio da série de drama criminal da Sky Atlantic, The Tunnel.
Em 2014, ela apareceu no videoclipe da banda Future Unlimited, "Haunted Love", dirigido por Shia LaBeouf. Ela então apareceu no curta-metragem introdutório dirigido por Stephen Fingleton, Magpie, com Martin McCann. Em 2015, Goth interpretou o papel principal de Milja no thriller pós-apocalíptico The Survivalist, o filme estreou no Festival de Cinema de Tribeca de 2015, em 18 de abril de 2015., seguido por papéis como Meg Weathers, no filme de suspense, Everest, dirigido por Baltasar Kormákur, e Hanna Helmqvist em um episódio da série policial Wallander da BBC One.
Em 2016 atuou no filme de terror A Cure for Wellness, e teve papéis coadjuvantes no remake de Suspiria (2018) de Luca Guadagnino e no filme de ficção científica High Life (2018) dirigido por Claire Denis. Goth apareceu no curta-metragem de Guadagnino, The Staggering Girl (2019) e na comédia romântica de época, Emma (2020). Em 2021, estrelou o filme de drama de ação de Karen Cinorre, Mayday, com Grace Van Patten e Juliette Lewis.

### 2022–presente: Avanço com a série de filmesX
Goth estrelou o filme de slasher  de Ti West, X, lançado em março de 2022 e aclamado pela crítica. Goth usou uma extensa maquiagem protética para retratar a idosa Pearl. Descrevendo sua experiência, Goth declarou: "Foram umas boas 10 horas na cadeira de maquiagem, e então eu ia e fazia um dia de 12 horas no set, e a maquiadora, Sarah Rubano, que era incrível, estava constantemente me retocando e se certificando de que minhas lentes estavam corretas e todo esse tipo de coisa." Ela recebeu elogios por seus papéis como a protagonista Maxine Minx e antagonista Pearl, com West afirmando: "Ela entendeu os personagens muito bem e entendeu a dualidade de Maxine e Pearl". David Sims, do The Atlantic, escreveu "A vitrine dupla é notável para Goth, que anteriormente se destacou em papéis coadjuvantes em Emma, High Life e A Cure for Wellness". Posteriormente, ela estrelou o filme prequela Pearl, que ela co-escreveu com West e começou a filmar imediatamente após X. O filme foi lançado em setembro de 2022 com críticas positivas. A atuação de Goth no filme recebeu elogios unânimes de Williams Earl, em um artigo para a Variety, afirmando que ela merece atenção do Óscar. Os críticos a considerarão como uma das melhores atuações cinematográficas do ano. Por sua interpretação da personagem, ela foi indicada ao Prêmios Independent Spirit na categoria de Melhor Desempenho de Protagonista, entre outros prêmios.
Em seguida, Goth estrelou o thriller Infinity Pool, de Brandon Cronenberg, ao lado de Alexander Skarsgård. O filme estreou no Festival de Cinema de Sundance de 2023 e teve recepção positiva da crítica, com sua atuação recebendo elogios. David Fear, da Rolling Stone, escreveu "Goth apresenta um argumento pós-Pearl ainda mais forte por ela ser a atriz mais interessante trabalhando em filmes de gênero no momento" e Meagan Navarro do Bloody Disgusting concluíram "Goth progride nas maquinações tortuosas de sua personagem com um nível de alegria descontrolada que rouba a cena e pode dar a Pearl uma corrida pelo seu dinheiro".
Goth reprisou o papel de Maxine Minx em MaXXXine, o terceiro filme da série X, lançado em 2024. Goth sentiu que o roteiro era o melhor da série até agora. Jeannette Catsoulis do The New York Times elogiou o filme e cunhou a atuação de Goth "como sempre, sublime". Em contraste, Christy Lemire, do RogerEbert.com, criticou o filme e a caracterização de Maxine, acreditando que Goth "continua sendo uma presença singular na tela, mas ela só pode fazer muito com uma personagem que se torna menos interessante à medida que se vê cada vez mais atraída pelo perigo".
Goth está definida para aparecer no thriller policial Sweet Dreams. Ela também será contratada para estrelar Frankenstein, de Guillermo Del Toro, e Blade, da Marvel Studios.

## Vida pessoal
Goth conheceu o ator americano Shia LaBeouf enquanto co-estrelou Ninfomaníaca em 2012. Em 10 de outubro de 2016, Goth e LaBeouf se casaram em uma cerimônia em Las Vegas oficiada por um imitador de Elvis Presley. Dois dias depois, um oficial local alegou que o casal não era legalmente casado, tendo apenas uma cerimônia de compromisso. Mais tarde naquele mês, LaBeouf confirmou suas núpcias no The Ellen DeGeneres Show. Em setembro de 2018, foi anunciado que o casal havia se separado e pedido o divórcio. No entanto, em fevereiro de 2022, foi relatado que Goth estava grávida de seu primeiro filho. Eles têm uma filha, Isabel, nascida em março de 2022.

### Disputas legais
Em janeiro de 2024, foi relatado que Goth estava sendo processada pelo ator figurante James Hunter, que interpretou um cadáver no set de MaXXXine, por agressão verbal e física durante as gravações, incluindo alegações de que Goth o chutou intencionalmente na cabeça. Hunter sofreu uma concussão com o chute e foi informado que a empresa o havia demitido da produção no dia seguinte.

## Filmografia

### Cinema
| Ano  | Título                | Papel          | Notas                                           |
| ---- | --------------------- | -------------- | ----------------------------------------------- |
| 2013 | Nymphomaniac: Vol. II | P              | Segmento: "The Gun"                             |
| 2014 | Magpie                | Garota         | Curta-metragem                                  |
| 2015 | The Survivalist       | Milja          |                                                 |
| 2015 | Everest               | Meg Weathers   |                                                 |
| 2016 | A Cure for Wellness   | Hannah         |                                                 |
| 2017 | Marrowbone            | Jane           |                                                 |
| 2018 | Suspiria              | Sar            |                                                 |
| 2018 | High Life             | Boyse          |                                                 |
| 2019 | The Staggering Girl   | Sofia jovem    | Curta-metragem                                  |
| 2020 | Emma.                 | Harriet Smith  |                                                 |
| 2021 | Mayday                | Marsha         |                                                 |
| 2022 | The House             | Mabel (voz)    | Segmento: "I – And heard within, a lie is spun" |
| 2022 | X                     | Maxine / Pearl |                                                 |
| 2022 | Pearl                 | Pearl          | Escritora                                       |
| 2023 | Infinity Pool         | Gabi Bauer     |                                                 |
| 2024 | MaXXXine              | Maxine Minx    | Também produtora                                |
| 2025 | Frankenstein          | Noiva          | Filmando                                        |

### Televisão
| Ano  | Título     | Papel            | Notas                        |
| ---- | ---------- | ---------------- | ---------------------------- |
| 2013 | The Tunnel | Sophie Campbell  | 3 episódios                  |
| 2015 | Wallander  | Hanna Hjelmqvist | Episódio: "A Lesson in Love" |

## Prêmios e indicações
| Ano  | Premiação                                         | Categoria                              | Trabalho        | Resultado | Ref.          |
| ---- | ------------------------------------------------- | -------------------------------------- | --------------- | --------- | ------------- |
| 2015 | British Independent Film Awards                   | Novato promissor                       | The Survivalist | Indicado  | [ 57 ]        |
| 2019 | Independent Spirit Awards                         | Prêmio Robert Altman                   | Suspiria        | Venceu    | [ 58 ]        |
| 2022 | Austin Film Critics Association                   | Melhor Atriz                           | Pearl           | Indicado  | [ 59 ]        |
| 2022 | Bram Stoker Awards                                | Realização Superior em um Roteiro      | Pearl           | Indicado  | [ 60 ]        |
| 2022 | Chicago Film Critics Association Awards           | Melhor Atriz                           | Pearl           | Indicado  | [ 61 ]        |
| 2022 | Hollywood Critics Association Midseason Awards    | Melhor Atriz                           | X               | Indicado  | [ 62 ]        |
| 2022 | MTV Movie + TV Awards                             | Melhor Atuação Assustada               | X               | Indicado  | [ 63 ]        |
| 2022 | Seattle Film Critics Society Awards               | Melhor Vilão                           | X / Pearl       | Indicado  | [ 64 ]        |
| 2022 | Seattle Film Critics Society Awards               | Melhor Atriz em Papel Principal        | Pearl           | Indicado  | [ 64 ]        |
| 2022 | St. Louis Film Critics Association                | Melhor Atriz                           | Pearl           | Indicado  | [ 65 ]        |
| 2022 | Sitges Film Festival                              | Melhor Atriz                           | Pearl           | Venceu    | [ 66 ]        |
| 2023 | Critics' Choice Super Awards                      | Melhor Atriz em Filme de Terror/Horror | Pearl           | Venceu    | [ 67 ]        |
| 2023 | Critics' Choice Super Awards                      | Melhor Vilão em Filme                  | Pearl           | Venceu    | [ 67 ]        |
| 2023 | Independent Spirit Awards                         | Melhor desempenho de Protagonista      | Pearl           | Indicado  | [ 68 ]        |
| 2023 | Dorian Awards                                     | Atuação Cinematográfica do Ano         | Pearl           | Indicado  | [ 69 ] [ 70 ] |
| 2023 | Online Film Critics Society Awards                | Melhor Atriz                           | Pearl           | Indicado  | [ 71 ]        |
| 2023 | San Francisco Bay Area Film Critics Circle Awards | Melhor Atriz                           | Pearl           | Indicado  | [ 72 ]        |
| 2024 | Canadian Screen Awards                            | Melhor Atuação em Filme Dramático      | Infinity Pool   | Indicado  | [ 73 ]        |
| 2024 | Critics' Choice Super Awards                      | Melhor Atriz em Filme de Terror/Horror | Infinity Pool   | Indicado  | [ 74 ]        |
| 2024 | Saturn Awards                                     | Melhor Atriz                           | Pearl           | Indicado  | [ 75 ]        |
| 2024 | Saturn Awards                                     | Melhor Roteiro                         | Pearl           | Indicado  | [ 75 ]        |